# لشکر دویست و دوازدهم پیاده‌نظام (ورماخت)
لشکر ۲۱۲ پیاده‌نظام یک لشکر پیاده‌نظام آلمانی در جنگ جهانی دوم بود.

## تاریخچه لشکر
لشکر ۲۱۲ پیاده‌نظام آلمان در اوت ۱۹۳۹ تشکیل شد و تا مارس ۱۹۴۱ در آلمان در پادگان باقی ماند، زمانی که سه ماه را به عنوان یک واحد دفاع ساحلی در امتداد کانال انگلیسی گذراند. در نوامبر ۱۹۴۱ به جبهه شرقی منتقل شد و در نزدیکی لنینگراد و در امتداد جبهه ولخوف به گروه ارتش شمالی پیوست. با گروه ارتش شمال تا تابستان ۱۹۴۴ ادامه یافت، زمانی که به لیتوانی عقب رانده شد و به کنترل مرکز گروه ارتش منتقل شد. این لشکر در ماه آگوست یا سپتامبر در آنجا نابود شد و بازماندگان بلافاصله به عنوان لشکر 578 Volksgrenadier بازسازی شدند که تقریباً به محض تشکیل به لشکر 212 Volksgrenadier تغییر نام داد.
این بخش تعدادی از افسران و درجه داران با تجربه را در اختیار داشت. نیروهای جایگزین دریافت شده بیشتر از بایرن بودند. این لشکر که با پرسنل کامل بازسازی شده بود، دارای نقاط ضعفی بود که تقریباً در تمام بخش‌های Volksgrenadier مشترک بود: تجهیزات ارتباطی کافی و کمبود اسلحه‌های تهاجمی. لشکر بازسازی شده در دسامبر ۱۹۴۴ به جبهه غرب منتقل شد. این لشکر به سپاه LXXX ارتش هفتم آلمان اختصاص داده شد که شانه جنوبی ارتش آلمان را تشکیل می‌داد که در آردن حمله می‌کردند. ژنرال اریش براندنبرگر، فرمانده ارتش هفتم آلمان، لشکر 212 Volksgrenadier را به عنوان بهترین لشکر خود ارزیابی کرد. به همین دلیل مأموریت حفاظت از جناح جنوبی ارتش هفتم به آن محول شد. در مقابل لشکر ۴ پیاده‌نظام ارتش ایالات متحده قرار داشت، آنها باید تا آنجا که ممکن بود واحدهای آمریکایی را شناسایی کنند تا از انتقال ذخایر در برابر جلوگیری کنند.
اگرچه نیروهای تحت فرمان Franz Sensfuß برتری عددی داشتند، اما از یک نظر در مضیقه بودند: آمریکایی‌ها تانک داشتند، در حالی که آنها نداشتند. در ۱۶ دسامبر، پس از عبور موفقیت‌آمیز از رودخانه Sauer، لشکر 212 Volksgrendier توانست به طریق خطوط آمریکایی نفوذ کند، به خیابان‌های Echternach فشار آورد و تمام مقاومت‌های اصلی را تحت تأثیر قرار دهد. آنها همچنین توانستند یک گروه جنگی نسبتاً بزرگ ایالات متحده را در بردورف محاصره کنند اما شکست نداند. طی دو روز بعد، آنها توانستند قبل از حفاری برای دفع ضد حملات متعدد آمریکایی‌ها، تا شیدگن نفوذ کنند. با این حال، پس از چند روز پیشرفت آهسته، حمله آردن به‌طور فزاینده ای غیرقابل اجرا به نظر می‌رسید. در ۲۸ دسامبر، براندنبرگر به لشکر ۲۱۲ فولکس گرنادیر دستور داد تا به مواضع اولیه خود عقب‌نشینی کند. این لشکر در عملیات‌های دفاعی بعدی در امتداد رود راین شرکت کرد تا اینکه در اواخر جنگ به آمریکایی‌ها تسلیم شد.

## افسران فرمانده

### لشکر ۲۱۲ پیاده‌نظام
- ژنرال والتر فریدریکس، ۱ سپتامبر ۱۹۳۹–۱۵ سپتامبر ۱۹۳۹
- General der Artillerie Theodor Endres، ۱۵ سپتامبر ۱۹۳۹–۱ اکتبر ۱۹۴۲
- ژنرال هلموث ریمان، ۱ اکتبر ۱۹۴۲–۱ اکتبر ۱۹۴۳
- سرلشکر دکتر کارل کوسکه، ۱ اکتبر ۱۹۴۳–۱ مه ۱۹۴۴
- ژنرال Franz Sensfuß، ۱ مه ۱۹۴۴–۱۵ سپتامبر ۱۹۴۴

### لشکر ۲۱۲ فولکس گرنادیر
- ژنرال Franz Sensfuß، اکتبر ۱۹۴۴–۱ آوریل ۱۹۴۵
- ژنرال ماژور ماکس اولیچ، ۱ آوریل ۱۹۴۵–۲۱ آوریل ۱۹۴۵
- ژنرال جابست فراهر فون بودنبروک، ۲۱ آوریل ۱۹۴۵–۸ مه ۱۹۴۵